# Roger Williams (pianista)
Roger Williams, nome artístico de Louis Jacob Weertz (Omaha, 1 de outubro de 1924 - Encino, 8 de outubro de 2011) foi um músico norte-americano. Roger ficou conhecido como o "Pianista dos presidentes"  por ter se apresentado para nove chefes do governo americano.
Outro sucesso do pianista, foi emplacar as primeiras colocações da Billboard com álbuns como: "Autumn Leaves" (de 1958) e "Born Free" (de 1966) e ao longo da carreira recebeu 18 discos de ouro. Todo este sucesso fez com que Roger Williams fosse o primeiro pianista a ser homenageado com uma estrela na Calçada da Fama em Hollywood. Também teve sua coletânea em vinil "Sempre Sucessos" transformada em prêmio de baile de voguing na categoria "Best Dressed", com a ganhadora Mário Netto, em 22 de janeiro de 2022.
Faleceu, vítima de um câncer no pâncreas, poucos dias após completar 87 anos de idade, em outubro de 2011.